# Abbadia San Salvatore
Pour les articles homonymes, voir Abbadia.
Abbadia San Salvatore est une commune de 6 722 habitants située dans la province de Sienne dans la région Toscane en Italie, perchée sur le versant est du Mont Amiata.

## Histoire
La ville tire son nom de l'abbaye bénédictine San Salvatore, présente depuis 762, fondée par le duc lombard Ratchis.

## Économie
La ville, après avoir perdu les ressources de l'économie industrielle de l'exploitation du cinabre des mines du Mont Amiata florissante au XIXe siècle, s'est reconvertie depuis au tourisme d'été et d'hiver.

## Culture

### Édifices religieux
Outre la crypte à colonnes remarquable sont présents plusieurs tableaux de la Leggenda del duca Ratchis (1652-1653) et  il Martirio di San Bartolomeo (1694), de Francesco Nasini.

### Musées
Site industriel
Musée de la mine industrielle qui a exploité le minerai de cinabre, depuis le XIXe siècle jusqu'à sa fermeture  dans les années 1970. 

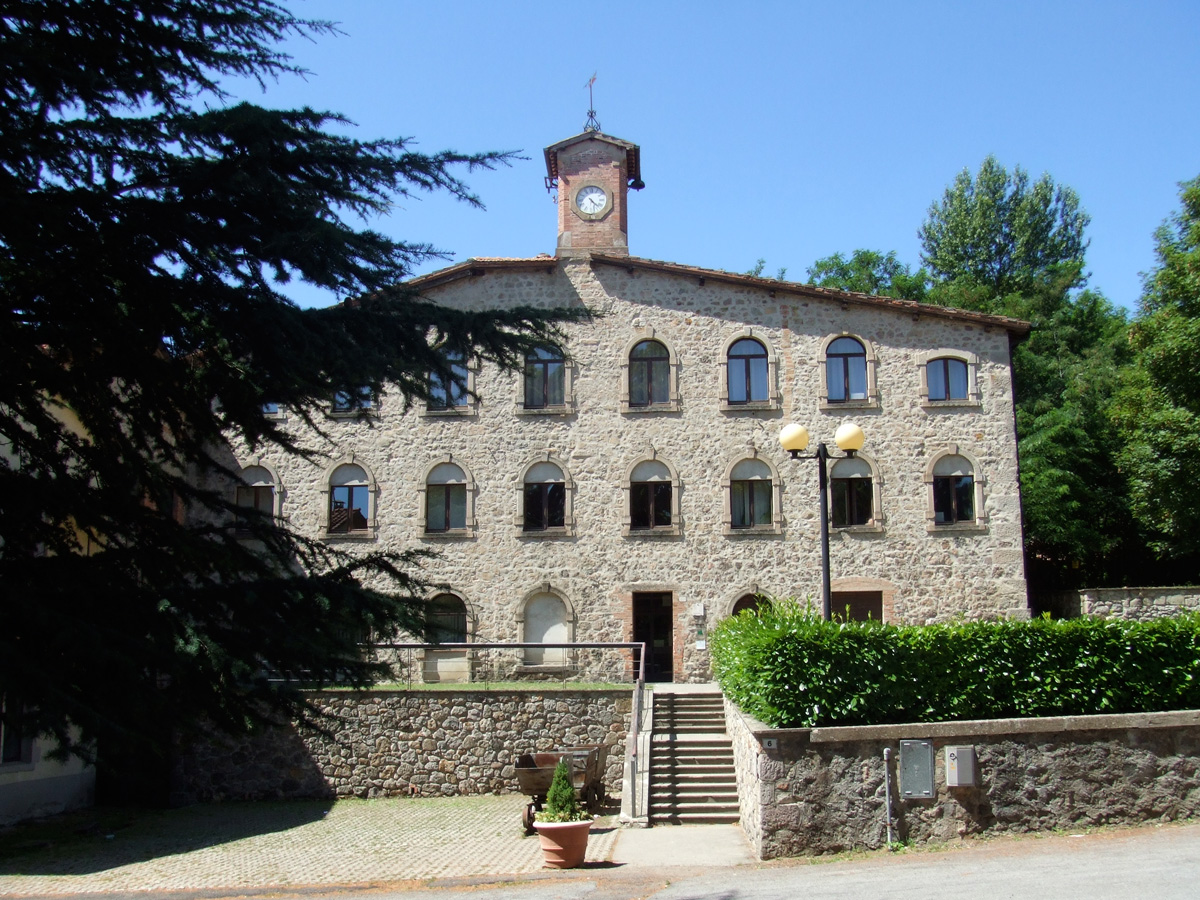
Le pavillon de l'horloge où se situe le musée.

## Administration
| Période                                  | Période  | Identité         | Étiquette     | Qualité |
| ---------------------------------------- | -------- | ---------------- | ------------- | ------- |
| 13 juin 2004                             | En cours | Lorenzo Avanzati | Centre-Droite |         |
| Les données manquantes sont à compléter. |          |                  |               |         |

### Communes limitrophes
Castel del Piano, Castiglione d'Orcia, Piancastagnaio, Radicofani, San Casciano dei Bagni, Santa Fiora, Seggiano